# Sokołówka (struga)
Sokołówka – rzeka w województwie łódzkim, której długość szacuje się na ok. 13,3 km.
Źródło rzeki znajduje się aktualnie na osiedlu Dolina Łódki w dzielnicy Widzew w Łodzi. Sokołówka płynie przez osiedla Julianów-Marysin-Rogi, Radogoszcz oraz Bałuty Zachodnie, zasila m.in. stawy w parku im. Adama Mickiewicza (Julianowskim), parku nad Sokołówką oraz biegnie przez tereny Zespołu Przyrodniczo-Krajobrazowego Doliny Sokołówki.
Sokołówka, drugi, lewy dopływ Bzury z terenu Łodzi, uchodzący do niej poza granicami miasta poniżej wsi Sokołów (stąd nazwa), miała pierwotnie obszary źródłowe na północny wschód od Łodzi, w rejonie wsi Rożki. Jej długość ogólna wynosi 13,3 km, w tym na obszarze Łodzi 13,0 km, w kanalizacji krytej 4,6 km. Dorzecze ma obszar 44,5 km kwadratowych.

## Bieg Sokołówki w terenie
Pierwotne źródła rzeki leżą w okolicach ulicy Zjazdowej w Łodzi. Niemniej ilość niesionej na co dzień wody nie wystarcza aby rzeka płynęła dalej niż do ul. Okólnej, gdzie występuje zwykle jako błotnisty podmokły teren.
Płynąca Sokołówka rozpoczyna się dziś od przepustu pod ul. Strykowską poniżej ul. Ametystowej. Dalej płynie w kierunku zachodnim suchą, miejscami słabo wykształconą bruzdą doprowadzoną do ul. Wycieczkowej.
Pomiędzy ulicami Wycieczkową a Centralną na Sokołówce znajduje się zbiornik retencyjny „Wycieczkowa”. Zbiornik ma kształt prostokąta o długości 340 m i średniej szerokości 27 m. Powierzchnia w linii brzegu wynosi 0,93 ha przy maksymalnej pojemności retencyjnej równej 7 156 m3. Z uwagi na bardzo duży spadek podłużny zbiornik podzielono na sześć akwenów (komór). Poszczególne akweny są oddzielone groblami pełniącymi rolę przelewów powierzchniowych o szerokości korony 3,0 m. W osi zbiornika znajduje się kineta, która przejmie rolę koryta rzeki Sokołówki dla odprowadzenia przepływów suchej pogody. W celu ułatwienia eksploatacji zbiornika, w najwyższym usytuowanym akwenie nr 1, gdzie gromadzi się najwięcej namułów, utworzono nieckę-osadnik. Podstawowym zadaniem zbiornika jest przechwycenie fali powodziowej z górnej części zlewni rzeki Sokołówki i ograniczenie natężenia przepływu na odcinku krytym pomiędzy ul. Centralną i ul. Deczyńskiego do zbiornika „Staw Wasiaka”.
W kwartale ulic: Kryzysowej (od zachodu), Deczyńskiego (od wschodu), Morelowej (od północy) i Rybackiej (od południa) w 2012 zaprojektowano na Sokołówce zbiornik retencyjny „Staw Wasiaka” o powierzchni w linii brzegu ok. 21 000 m2 , z dnem zbiornika usytuowanym schodkowo na dwóch poziomach. W dnie dolnej części zbiornika zaprojektowano utworzenie niewielkiej sadzawki ze stałym lustrem wody, z kolista wysepką o średnicy 10 m. Obrzeża i dno zbiornika wykorzystywane są jako zielone tereny spacerowe.
Pomiędzy ulicami Kryzysową a Folwarczną Sokołówka płynie w uregulowanym otwartym kanale. Za ul. Folwarczną wpływa do Parku im. Adama Mickiewicza (Julianowskiego). Utworzono tutaj bocznikowy zbiornik sekwencyjnego systemu biofiltracji sedymentacyjnej do oczyszczania wody burzowej.
Przepływając przez Park im. Mickiewicza na Julianowie Sokołówka dzięki spiętrzeniu pod parkowym mostem oraz na zastawce przy ul. Zgierskiej tworzy dwa malownicze stawy z wyspą. Od północnej strony wyspy znajduje się relikt - budka po pompie wody z dawnego ujęcia na Sokołówce, przeznaczonego dla nieistniejącego już Zakładu Zieleni Miejskiej.
Pomiędzy ulicami Zgierską i Aleja Włókniarzy w ramach koncepcji „Renaturyzacji rzeki Sokołówki” utworzono w latach 2002-2003 zbiornik retencyjny „Zgierska” oraz Park Rzeki Sokołówki. W miejscu dzisiejszego zbiornika znajdowała się wcześniej niecka po stawie rybnym, zwanym od nazwiska właściciela „stawem Chachuły”. Drugi zbiornik retencyjny „Teresy” powstał w pobliżu Al. Włókniarzy na miejscu dawnego „stawu Kordackiego” w latach 2004-2006.
W okolicach osiedla Liściasta na Sokołówce znajduje się przebudowana w 2024 r. podczyszczalnia wód deszczowych i roztopowych, spływających kanalizacją deszczową z terenu osiedla. Jest to nowoczesny zbiornik retencyjny wyposażony w specjalne separatory do oczyszczania wody.
Pomiędzy ulicami Liściastą i Brukową utworzono Użytek Ekologiczny „Międzyrzecze Sokołówki i Brzozy” - obie rzeki płyną tamtędy meandrując przez podmokły, bagnisty teren.
Koryto Sokołówki przed ul. Brukową przyjmuje z prawej strony wspomniany dopływ – rzekę Brzozę.
Za ulicą Brukową przy Sokołówce utworzono kolejny Użytek Ekologiczny „Olsy na Żabieńcu”.
Wzdłuż ulicy Liściastej za linią kolejową nr 15 (Łódź Żabieniec - Łódź Radogoszcz Zachód) na rzece znajduje się zbiornik przepływowy „Pabianka”. W latach 2007-2010 został on zrewitalizowany.
W dalszym biegu rzeki uchwałą Rady Miejskiej w Łodzi z dn. 7 lipca 2010 roku został ustanowiony Zespół Przyrodniczo-Krajobrazowy „Dolina Sokołówki” o powierzchni 219,782 ha, ciągnący się do ulicy Sokołowskiej i Zimna Woda.
Przed ulicą Żabieniec stworzono kolejny zbiornik retencyjny „Żabieniec”, spiętrzony za pomocą grobli czołowej, odsuniętej o ok. 35 metrów od ulicy i stanowiącej łukowy przelew powierzchniowy o długości 40 metrów. Przy dzisiejszej ulicy Żabieniec znajdował się niegdyś młyn o nazwie „Pabianka” (zwany także „Fabianka” lub „Radogoski”) który dziś błędnie kojarzony jest z wcześniejszym zbiornikiem na Sokołówce.
Za ulicą Żabieniec aż do nienazwanego stawu przy ul. Szczecińskiej Sokołówka płynie meandrując poprzez tereny rolnicze. Około 900 metrów dalej przechodzi przepustem pod drogą ekspresową S14.
Poniżej ul. Sokołowskiej, na wschód od ul. Zimna Woda, Sokołówka przyjmuje z lewej strony dopływy – Aniołówkę z rzeką Zimną Wodą, a kilkaset metrów przed ujściem do Bzury, prawy dopływ – rzekę Wrzącą.
Sokołówka uregulowana jest aż do ujścia do Bzury - 270 m poza granicą miasta Łodzi, za mostem na drodze Zgierz-Aleksandrów. Biegnie odcinkiem charakterystycznym dla obszarów rolniczych – uregulowanym meandrującym korytem z pozostałościami infrastruktury melioracyjnej.

## Związki z odległą i niedawną historią
Sokołówka, nader często pomyłkowo wiązana z nazwą rzeki Brzozy, trwale związana jest z najdawniejszą historią tego rejonu. Na terenie parku im. Adama Mickiewicza w Julianowie, należącym dawniej do Radogoszcza, jednego z najstarszych osiedli w sąsiedztwie Łodzi, pierwotnie obejmującego znacznie większe tereny na północy miasta, znajduje się osobliwy pagórek okolony głębokim rowem. Istnieją przypuszczenia, że na tym miejscu w XIII w. wznosił się obronny gródek, strzegący starego szlaku z Łęczycy do Piotrkowa. W dokumencie z 1242 roku, Radogoszcz wymieniony jest jako miejsce zjazdu książąt polskich, w którym uczestniczył Konrad I mazowiecki. Zarówno gródek jak i wieś Radogoszcz posadowione były wzdłuż południowej krawędzi doliny rzeki.
Na Sokołówce istniały niegdyś młyny - w Kałach (od XVI w.) i w Radogoszczu (młyny Kobiałki i Fabianka, ten ostatni zwany również Pabianką, od XVII w).
Przed II wojną światową dawny staw Wasiaka był kąpieliskiem z plażą i wynajmem łódek.
W latach 80. XIX wieku tę część Radogoszcza nabył na licytacji jeden z najzamożniejszych przemysłowców łódzkich, „król wełny” – Juliusz Heinzel i na wzniesieniu po południowej stronie Sokołówki wystawił okazały pałac z parkiem Julianowskim. Szerokie schody prowadziły z tarasu pałacowego nad brzeg stawu, utworzonego przez spiętrzenie przepływającej przez park rzeki. Pomiędzy pałacem a stawem tryskała fontanna, zaś po obu stronach urządzono zwierzyniec i ogród owocowy. Na istniejącym do dziś mostku pomiędzy stawami zbudowano kamienną grotę z kaskadą. W parku wokół pałacu zasadzono liczne okazałe drzewa, w tym setki lip sprowadzonych z Berlina. Największą jego ozdobą były oczka wodne, powstałe na poszerzeniu Sokołówki. Urządzane tu były latem i zimą wystawne przyjęcia, bale, zimowe kuligi.
We wrześniu 1939 r. pałac zbombardowali Niemcy. Ślad po dawnej rezydencji przetrwał tylko w postaci niewielkich stawów na Sokołówce, przebudowanych po II wojnie światowej. Po 1945 roku rozebrane zostało murowane ogrodzenie parku. Do lat 2000. w parku można było znaleźć pozostałości ozdobnych kafli z pałacu.
Sokołówka i inne łódzkie rzeki są celowe utrzymywane w klasyfikacji w katastrach wodnych jako rzeki po to, żeby uzasadnić ich podległość przepisom o ochronie wód.
Z Sokołówką i jej dopływem – Brzozą (bardzo często utożsamianą z Sokołówką) łączą się istotne nieporozumienia, pokutujące do dzisiaj wśród starszych łodzian, a nawet mylące niektórych współczesnych badaczy historii Łodzi. Gęsta i splątana sieć łódzkich cieków – zwłaszcza w północnej części miasta powodowała, że ludność przypisywała odcinkom tych cieków nazwy innych rzek, albo wręcz obdarzała je rozmaitymi nazwami (np. Wiekczyzna-Wietrzyzna-Wrząca, Trawica-Rokitówka-Brzoza, Stara Rzeka-Starowiejska-Struga-Ostroga-Łódka itp). Podobnie Sokołówka na starszych mapach i planach nazywana była Brzozą, którą to nazwę obecnie ma krótki, prawy dopływ Sokołówki, zwany dawniej Trawicą.
Od 2013 roku pomiędzy ulicą Św. Teresy od Dzieciątka Jezus a Parkiem nad Sokołówką powstało osiedle mieszkaniowe nazwane „Nad Sokołówką”.

## Renaturyzacja Sokołówki
Pomiędzy II wojną światową a końcem lat 90. XX wieku stan wód w rzece pogarszał się. Według książki Waldemara Bieżanowskiego: Łódka i inne rzeki łódzkie (I wydanie w 2001 roku) Sokołówka służyła we fragmentach jako rezerwuar ścieków bytowych.
W latach 90. XX wieku powstały pomysły renaturyzacji Sokołówki i jej doliny. Rzeka została objęta „Programem małej retencji dla miasta Łodzi”. Program zakładał odtworzenie naturalnego koryta rzeki, utworzenie na niej 7 stawów (w tym zbiorników retencyjnych) oraz zagospodarowanie parkowe okolicznych terenów. Początkiem była budowa zbiorników retencyjnych pomiędzy ulicami Zgierską a Żabieniec (2002-2010).
W kolejnym etapie Sokołówka została objęta programem SWITCH (Sustainable Water Management Improves Tommorow's Cities' Health – Zintegrowane Zarządzanie Wodą to Zdrowie w Mieście Jutra) dofinansowanym z budżetu Unii Europejskiej.
Początkiem projektu było pozyskanie dokładnych danych wyjściowych (np. analiza chemiczna osadów dennych i wody, dane biologiczne i ekologiczne, budżet wód rzecznych oraz modele gospodarowania wodami burzowymi), które wykorzystano do wyboru odpowiednich środków do wdrożenia. Etap ten dostarczył informacji na temat projektu i budowy trzech zbiorników wody burzowej (ukończonej w 2006, 2009 i 2010 r.) oraz sekwencyjnego systemu biofiltracji sedymentacyjnego do oczyszczania wody burzowej (ukończonego w 2011 r.)
Ówczesna wstępna ocena statusu ekologicznego wód rzeki Sokołówki (K. Krawętek, P. Nowicka, J. Żelazna-Wieczorek, 2008), wskazała na IV i V klasę czystości, natomiast zbiorniki na rzece klasyfikowały się do III i IV klasy. Wody charakteryzowały się silną eutrofią. Na odcinkach rzecznych były α-mezo-polisaprobowe do α-mezosaprobowych (Van Dam 1994), natomiast zbiorniki były nieco mniej obciążone materią organiczną, a ich wody klasyfikowały się jako α-mezosaprobowe do β-α-mezosaprobowych (Hofmann 1994).
Budowa krytego koryta rzeki Sokołówki oraz regulacja koryta otwartego stanowiły koszt w wysokości 14,6 mln zł. Inwestycje związane ze zbiornikami wodnymi przeprowadzone w latach 2004-2013 pochłonęły 7,7 mln zł. Po uwzględnieniu kosztów związanych z kanalizacją deszczową i sanitarną, całkowity koszt inwestycji wyniósł 26,8 mln zł. Projekt uzyskał dofinansowanie Wojewódzkiego Funduszu Ochrony Środowiska i Gospodarki Wodnej.
Od czasu dokonanej renaturyzacji obserwuje się stopniową poprawę jakości wód, co potwierdzają badania przeprowadzone przez WIOŚ i ERCE PAN. Zwiększyła się także bioróżnorodność gatunkowa flory i fauny zasiedlającej nowe ekosystemy wodne (występują m.in. bobry i wydry). Otoczenie akwenów, a także istniejące na nich wyspy to obecnie siedliska ptactwa wodnego oraz miejsce naturalnego rozwoju roślinności. Część zbiorników i stawów na rzece stało się także oficjalnymi łowiskami ryb PZW.